# Beierse Palts

De Beierse Palts in het rood links, gescheiden van het koninkrijk Beieren

De Beierse Palts was na 1816 een tot het koninkrijk Beieren behorende exclave met als hoofdstad Speyer. Voor de Eerste Coalitieoorlog had het gebied grotendeels tot de Keur-Palts behoord. Het gebied heette aanvankelijk Rheinkreis en kreeg in 1837 de naam Pfalz.  

## Begrenzing

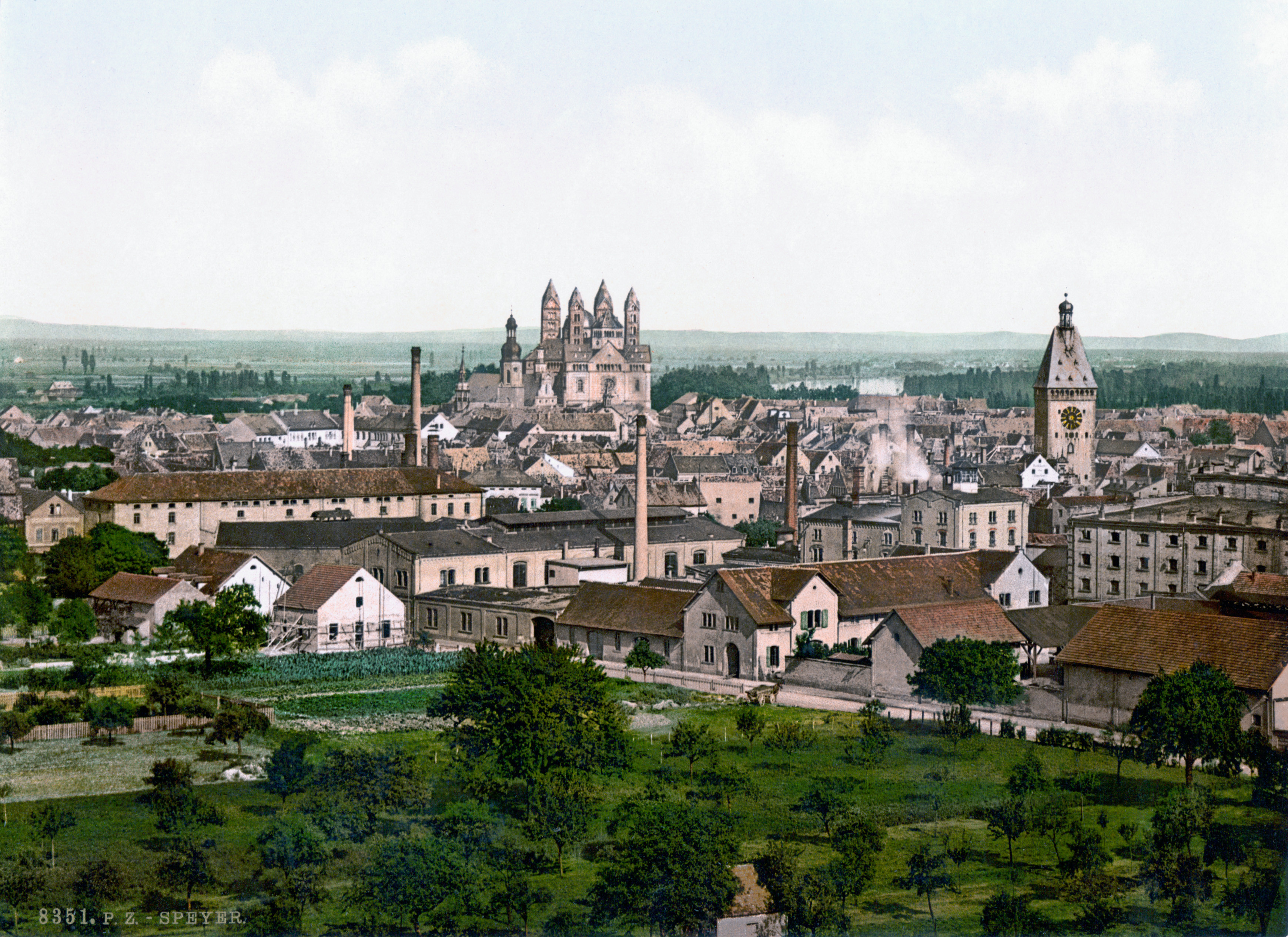
Speyer omstreeks 1900

De Beierse Palts komt grotendeels overeen met de huidige regio Palts, die ten westen van de Rijn ligt, in het zuiden van de deelstaat Rijnland-Palts. Het huidige bisdom Speyer komt overeen met de historische grenzen van de Beierse Palts.

## Geschiedenis
Het gebied, dat in 1816 ontstond, was voor 1792 opgedeeld geweest in 45 kleine wereldlijke en geestelijke heerschappen. De grootste waren de Keur-Palts, het hertogdom Zweibrücken en het prinsbisdom Spiers. De linker Rijnoever werd in 1794 door Franse troepen bezet. Na de Vrede van Campo Formio in 1797 annexeerde Frankrijk het gebied en voerde in 1798 zijn regeersysteem in. De latere Beierse Palts omvatte het departement Mont-Tonnerre en kleinere delen van Bas-Rhin en het Saardepartement. Na de nederlaag van Napoleon bij de Volkerenslag in Leipzig in 1813 en de inname van de linker Rijnoever door de geallieerden in januari 1814 kwam het gebied tijdelijk onder het gezag te staan van het Generalgouvernement Mittelrhein en op 16 juni 1814 onder dat van Beieren en Oostenrijk gezamenlijk. Op het Congres van Wenen in 1815 werd het aanvankelijk aan het keizerrijk Oostenrijk toebedeeld. In het Verdrag van München van 1816 stond Oostenrijk het gebied aan Beieren af.  
Het gebied bleef Beiers bezit tot aan de oprichting van de deelstaat Rijnland-Palts op 30 augustus 1946. Ook de nu in Saarland gelegen Landkreise Homburg en St. Ingbert behoorden aanvankelijk tot het gebied. Deze werden na de Eerste Wereldoorlog in 1920 bij het Saargebied gevoegd. Na de Tweede Wereldoorlog werden nog enkele kleinere gebieden afgestaan aan het protectoraat Saarland, voornamelijk in de buurt van Sankt Wendel. In 1969 werd bij herindelingen het gebied kleinschalig verlegd aan de noordgrens.  